# Salvatore Romano

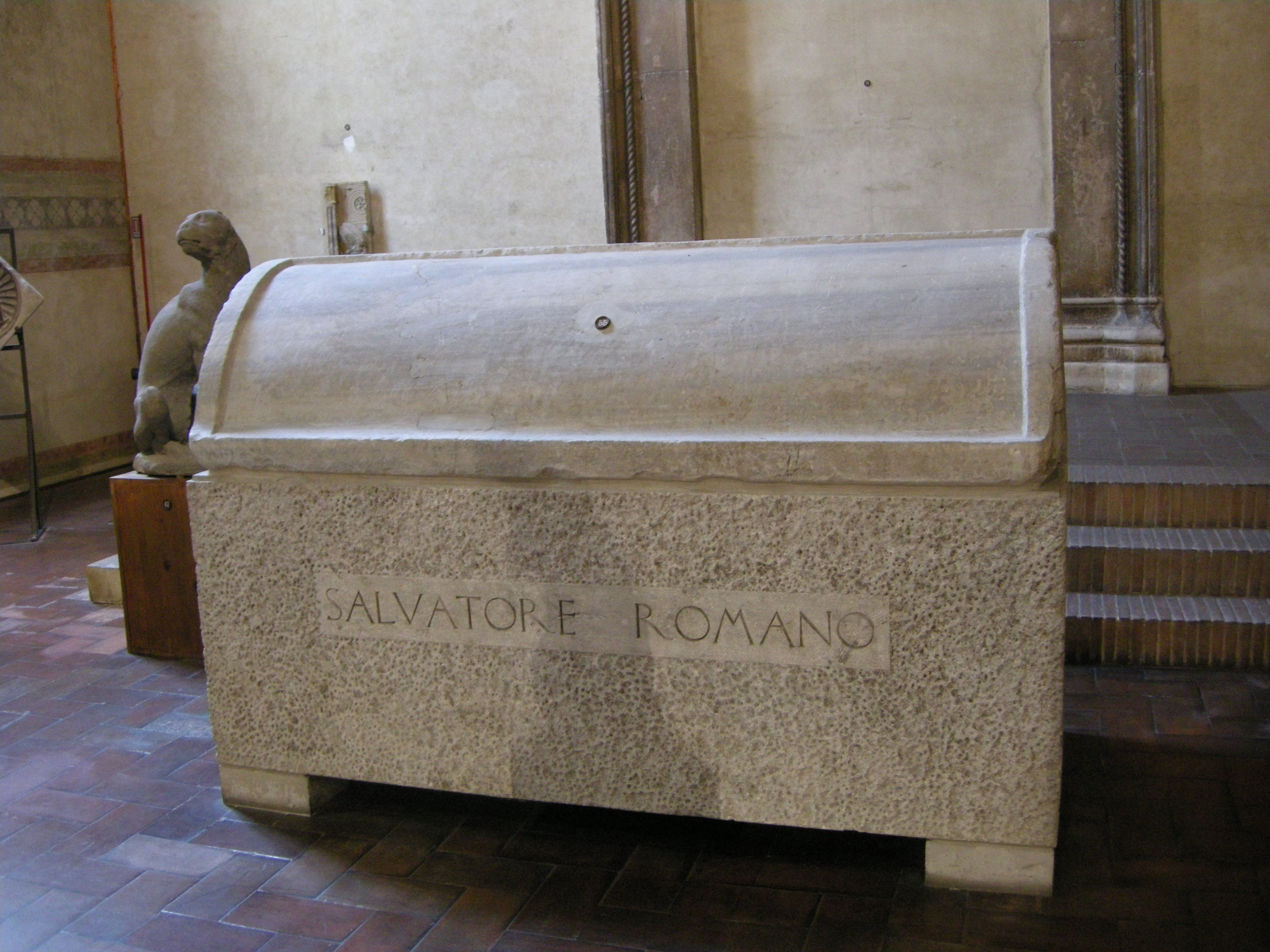
Sepolcro di Salvatore Romano in un sarcofago del VII secolo, Fondazione Romano

Salvatore Romano (Meta di Sorrento, 1875 – Firenze, 1955) è stato un mercante d'arte e antiquario italiano, celebre per aver donato la propria collezione d'arte alla città di Firenze nel 1946.

## Biografia
Pur non provenendo da studi umanistici, si dedicò con passione al collezionismo ed all'antiquariato, applicandosi con passione all'arte del passato, in particolare alla scultura medievale e rinascimentale, facendosi guidare dalla propria capacità di scelta. Tenne per sé una serie di rinvenimenti straordinari, con opere di Tino di Camaino, Jacopo della Quercia e Donatello. Dopo la seconda guerra mondiale fece restaurare a proprie spese il trecentesco Cenacolo di Santo Spirito e nel 1946 donò la sua collezione al Comune di Firenze che la fece collocare in quella sede, come Fondazione Romano.
Dopo di lui i suoi eredi continuarono una dinastia di antiquari, che è ancora attiva.